# Johann Klein (poslanec Říšské rady)
Johann Klein (21. dubna 1856 Hranice – 15. prosince 1926 Hranice), byl rakouský politik německé národnosti působící na Moravě. Na počátku 20. století byl poslancem Říšské rady.

## Biografie
Profesí byl podnikatelem. Působil jako vedoucí velkoskladu tabáku. Tuto živnost převzal po smrti otce Franze Kleina. Vystudoval vyšší reálnou školu v Olomouci. Pracoval v exportních firmách coby obchodní zástupce. Díky častým cestám do zahraničí se naučil jazyky. Zapojil se do veřejného a politického života v domovských Hranicích.
Uvádí se jako německý liberál (Německá pokroková strana, liberálně a centralisticky orientovaná, odmítající federalistické aspirace neněmeckých etnik). Díky svým smířlivým názorům si udržoval podporu i mezi částí etnicky českých voličů. Po 21 let zasedal v hranickém obecním zastupitelstvu a po 18 let v městské radě. Po dobu šesti let byl náměstkem starosty. V roce 1903 podpořil nástup Františka Šromoty coby prvního etnického Čecha do čela hranické radnice. Město mu udělilo čestné občanství. V nekrologu o něm Národní politika píše, že byl posledním etnicky německým starostou města. V dobových zdrojích je nicméně uváděn jen jako náměstek starosty.
Počátkem 20. století se zapojil i do celostátní politiky. Ve volbách do Říšské rady roku 1901 byl zvolen za městskou kurii, obvod Hranice, Lipník n. Bečvou, Potštát atd. Profesně se k roku 1901 uvádí jako náměstek starosty Hranic.
Zemřel v prosinci 1926.